# Palpita homalia
Palpita homalia là một loài bướm đêm trong họ Crambidae.